# Conor Sammon
Conor Sammon (Dublino, 6 novembre 1986) è un calciatore irlandese, attaccante dell'Alloa Athletic.

## Carriera

### Club
Ha giocato nella prima divisione irlandese, in quella scozzese ed in quella inglese.

### Nazionale
Nel 2013 ha giocato 9 partite con la nazionale irlandese.

## Palmarès

### Club

#### Competizioni nazionali
- Coppa di Lega irlandese: 1

Derry City: 2007

### Individuale
- Capocannoniere della Scottish League Cup: 1

2022-2023 (4 reti, alla pari con altri 4 giocatori)